# Centaurea rigida
Centaurea rigida — вид рослин роду волошка (Centaurea), з родини айстрових (Asteraceae).

## Біоморфологічна характеристика
Дворічник (іноді багаторічник?), майже голий, 40–90 см, багаторазово розгалужений від основи, має багато квіткових голів. Прикореневі та нижні листки ліроподібні, з великими від довгастих до трикутних кінцевими сегментами та 1–4 парами бічних сегментів, серединні — подібні чи від перистолопатевих до цілих і грубо-зубчасті, верхні — від довгастих до лінійних, сидячі. Чашечка при квіткових головах 12–17 × 5–7 мм, довгасто-конічна. Квітки жовті. Сім'янки ≈ 5 мм; папуси (3)4–5 мм. Період цвітіння: червень — липень.

## Середовище проживання
Поширений у Туреччині (Анатолія), Лівану, Іраку, Сирії, Ізраїлю, Йорданії. Населяє степи, перелогові поля, 600–1500 м.